# Cruz Alta, Veracruz
Cruz Alta är en ort i Mexiko.   Den ligger i kommunen Jalacingo och delstaten Veracruz, i den sydöstra delen av landet, 200 km öster om huvudstaden Mexico City. Cruz Alta ligger 750 meter över havet och antalet invånare är 116.
Terrängen runt Cruz Alta är bergig. Runt Cruz Alta är det ganska tätbefolkat, med 93 invånare per kvadratkilometer. Närmaste större samhälle är Teziutlan, 14,0 km sydväst om Cruz Alta. I omgivningarna runt Cruz Alta växer i huvudsak städsegrön lövskog.